# Карлос Мак Аллістер
Карлос Хав'єр «Коло» Мак Аллістер (ісп. Carlos Javier Mac Allister, нар. 5 березня 1968) — аргентинський політик і колишній футболіст. 
Під час футбольної кар'єри, був лівим захисником. Грав за футбольні команди «Архентінос Хуніорс», «Бока Хуніорс» і «Расінг» (Авельянеда). Також, Карлос зіграв три міжнародні матчі за національну збірну Аргентини в 1993 році. Після футбольної кар'єри, у 2013 році, Мак Аллістер був обраний національним депутатом від Республіканської партії, представляючи свою рідну провінцію Ла-Пампа. З 2015 по 2018 рік, він обіймав посаду міністра спорту в уряді президента Маурісіо Макрі.

## Клубна кар'єра
У 1986 році, Мак Аллістер дебютував за клуб «Архентінос Хуніорс». У 1992 році, він перейшов до «Бока Хуніорс», де забив переможний гол у фіналі Золотого кубка у ворота бразильського «Атлетико Мінейро», принісши своїй команді трофей. 
У 1996 році, він вкотре перейшов до нового клубу — цього разу у «Расінг» (Авельянеда), де грав до 1998 року, а останній сезон провів у складі команди «Ферро Карріль Оесте», а потім завершив кар'єру у віці 30 років.

## Міжнародна кар'єра
У 1993 році Карлос Мак Аллістер грав за національну збірну Аргентини у відбіркових матчах до чемпіонату світу 1994 року разом з Дієго Марадоною, Фернандо Редондо, Серхіо Гойкочеа, Оскаром Руджері та Дієго Сімеоне. Він був залучений до команди наприкінці 1993 року, після поразки від Колумбії 5 вересня 1993 року в Буенос-Айресі та зіграв у наступних міжнародних іграх Аргентини:
- 31 жовтня 1993 року проти Австралії (1:1) в Сіднеї;
- 17 листопада 1993 року  проти Австралії (1:0) в Буенос-Айресі;
- 15 грудня 1993 року проти Німеччини (2:1) в Маямі (товариський матч).

Мак Аллістер не був обраний для участі у фінальній частині чемпіонату світу 1994 року.

## Післяігрова кар'єра
У 1998 році, Карлос Мак Аллістер та його брат Патрісіо Мак Аллістер, що теж був футболістом, заснували власний молодіжний спортивний клуб «Макаллістер» (англ. MacAllister Sports Club). Для клубу, брати придбали земельну ділянку, площею чотири гектари, яка знаходилася за 5 км від Санта-Роси, в провінції Ла-Пампа.
Також, у 2013 році, Карлос був обраний до Національної палати депутатів від партії «Республіканська пропозиція», представляючи свою рідну провінцію Ла-Пампа. З 2015 по 2018 рік він обіймав посаду міністра спорту в уряді президента Маурісіо Макрі.

## Особисте життя
Предки Мак Аллістера походили з ірландського міста Донабате. У 2004 році, він говорив про те, що не має глибоких стосунків зі своїм корінням, але хотів би відвідати Ірландію.
У Карлоса є брат — Патрісіо Мак Аллістер та три сина, які також стали професійними футболістами: Алексіс, Френсіс і Кевін.

## Досягнення
- Чемпіон Аргентини: Апертура 1992
- Володар Золотого кубка: 1993